# 索梅尔维莱
索梅尔维莱（法語：Sommerviller，法語發音：[sɔmɛʁvile]）是法国默尔特-摩泽尔省的一个市镇，位于该省东南部，属于吕内维尔区。

## 地理
索梅尔维莱（48°37'55"N, 6°22'35"E）面积3.81 平方千米，位于法国大東部大區默尔特-摩泽尔省，该省份为法国东北部内陆省份，是洛林的一部分，北邻比利时、卢森堡，北起顺时针与摩泽尔省、下莱茵省、孚日省和默兹省接壤。
与索梅尔维莱接壤的市镇（或旧市镇、城区）包括：克雷维克、默尔特河畔栋巴勒、弗兰瓦勒、阿罗库尔。

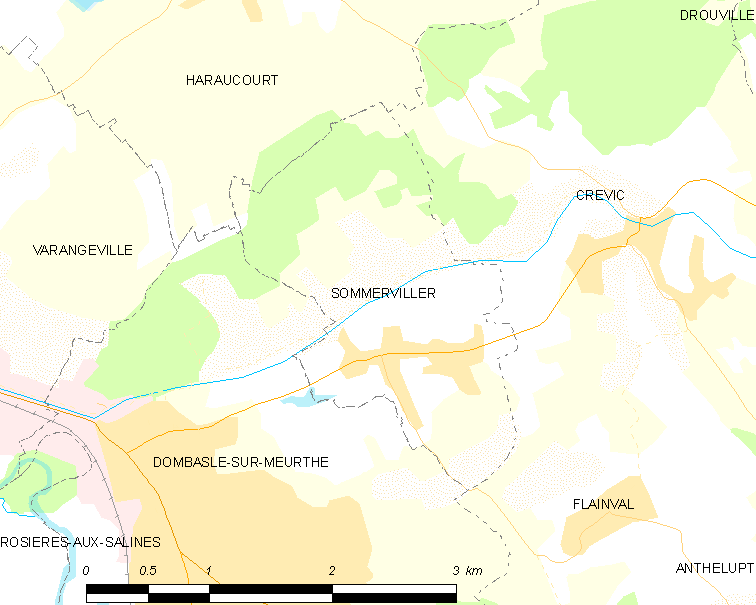
索梅尔维莱的OSM定位图

索梅尔维莱的时区为UTC+01:00、UTC+02:00（夏令时）。

## 行政
索梅尔维莱的邮政编码为54110，INSEE市镇编码为54509。

## 政治
索梅尔维莱所属的省级选区为吕内维尔第一县。

## 人口

1962-2008年间索梅尔维莱人口变化图示

索梅尔维莱于2022年1月1日时的人口数量为1002人。